# Pomnik Jana Kiepury w Złotym Potoku
Pomnik Jana Kiepury w Złotym Potoku – pomnik poświęcony Janowi Kiepurze.
W 1905 Kiepurowie przenieśli się na trzy lata do miejscowości Janów koło Częstochowy. Jan z bratem Władysławem uczęszczali do ochronki, odpowiednika dzisiejszego przedszkola, nad którym pieczę trzymała hrabina Raczyńska. Ojciec Franciszek prowadził tam piekarnię do końca 1908 roku.

## Lokalizacja
Obelisk Jana Kiepury w Złotym Potoku znajduje się niedaleko pałacu w Złotym Potoku, w dawnym majątku hrabiego Karola Raczyńskiego. Pomnik został odsłonięty w 2002 roku.

## Opis
Na kamiennym postumencie znajduje się marmurowy obelisk z wyrytą inskrypcją:
Tutaj do ochronki prowadzonej przez hr. Stefanię Raczyńską uczęszczał Jan Kiepura, światowej sławy polski tenor. W stulecie urodzin - mieszkańcy Gminy Janów i fundator Bożena Gul z Secemina, absolwentka LE w Złotym Potoku. Czerwiec 2002.